# Медніс Авґустин
О. Авґустин Медніс (нар. 11 січня 1932, Курляндія, Латвія – пом. 10 березня 2007, Луцьк) — римо-католицький релігійний діяч в Україні, за походженням латиш. 

## Життєпис
Виховувався в католицькій родині. Після закінчення школи розпочав навчання на філологічному факультеті Ризького університету. Студіював латиську філологію. Перервавши навчання, вступив до Вищої Духовної Семінарії в Ризі. Ієрейські свячення прийняв 29 липня 1958 року з рук єпископа Петера Стродса. Був вікарієм в парафії Ілуксте, а потім настоятелем парафії Ленас. 
Належав до ґрона священиків, які прибули з Латвії працювати на терені Української РСР. Від 1969 року працював у Львівській архідієцезії. Був співпрацівником о. Казимира Мончинського, душпастирською опікою охоплюючи парафії Самбір, Мостиська і парафію св. Антонія у Львові. У 1971 році став настоятелем у Щирці, а в 1974 році – після арешту о. Бернарда Міцкевича – розпочав працювати у парафії Стрия. У 1989 році і на початку 90-х років, коли розпочався процес повернення костелів, активно старався про їх повернення у Жидачеві, Ходорові, Меденицях і Миколаєві, до яких пізніше доїжджав з душпастирським служінням. Великою його заслугою є також повернення костелу Христа Царя Всесвіту в Івано-Франківському (давніше Станиславів). У 1991 році парафію в Стрию передав для о. Яна Нікєля. У тому ж році офіційно був інкардинований до Львівської архідієцезії. У 1991-1999 роках – настоятель у Ходорові та Стрийський декан. У Луцькій дієцезії працював від 1 вересня 1999 року. Генеральний вікарій Луцької дієцезії. Греміальний Канонік Львівського Митрополичого капітулу. Почесний Канонік Кафедрального Капітулу в Луцьку. Хранитель Дієцезіального музею в Луцьку (від 1 жовтня 2004 року). Жив в Торчині. Охоче допомагав студентам з Наукового Кола Студентів Мистецтвознавства Яґеллонського університету в Кракові, котрі під керівництвом д-ра Анджея Бетлєя проводили інвентаризацію сакральних об’єктів на терені Львівської архідієцезії та Луцької дієцезії. Похований у Торчині.